# Leo Kouwenhoven

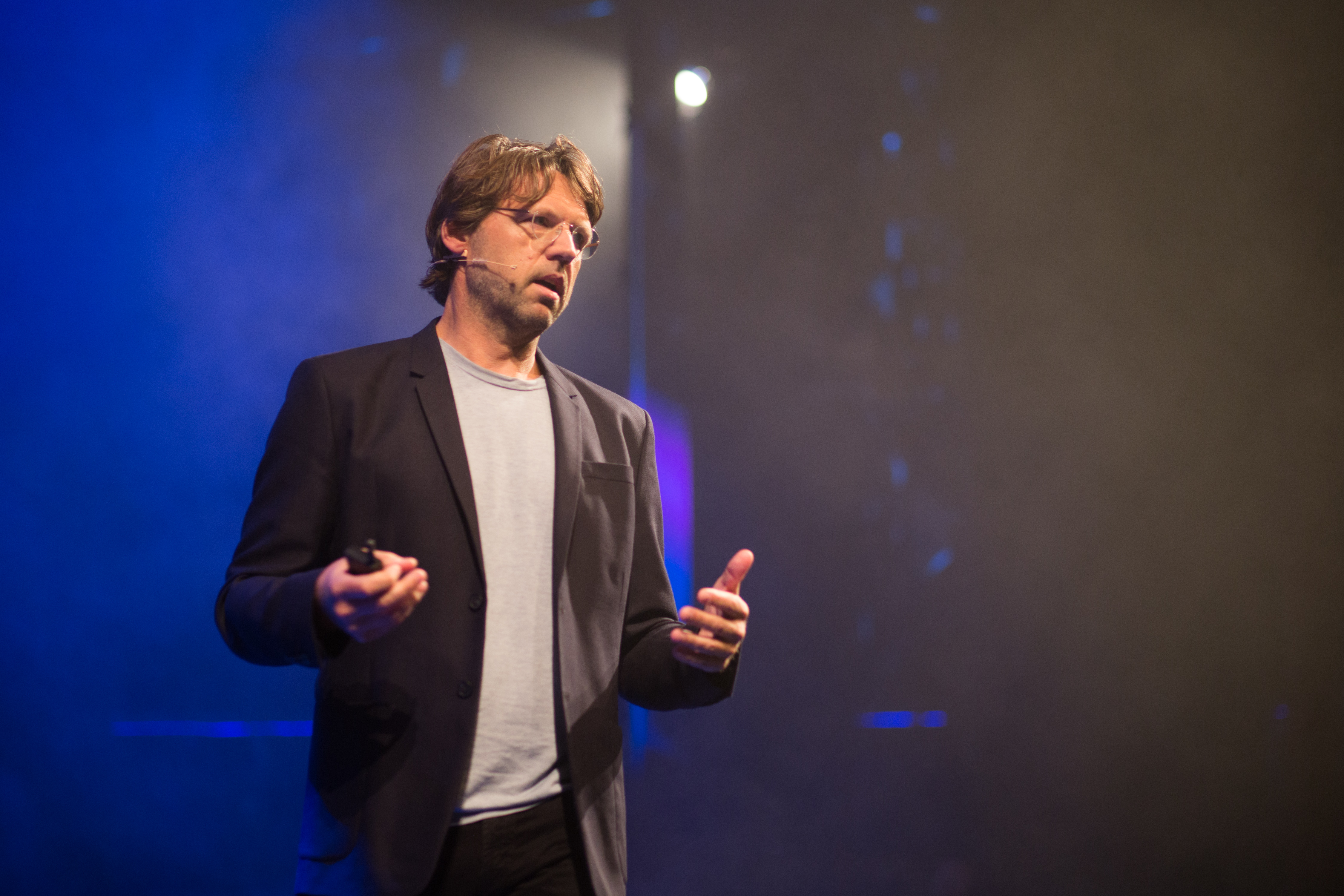
Leo Kouwenhoven, 2016

Leo P. Kouwenhoven (* 10. Dezember 1963 in Pijnacker) ist ein niederländischer Physiker. Er befasst sich mit Quantentransport in Festkörpern.

## Leben und Wirken
Kouwenhoven machte 1988 sein Diplom in Angewandter Physik an der TU Delft (Discovery of quantized conductance in quantum point contacts) und wurde 1992 bei Hans Mooij an der TU Delft cum laude promoviert (Transport properties of electron-waves and single-charges in semiconductor nanostructures). 1992 bis 1994 war er als Post-Doktorand an der University of California, Berkeley, bei Paul McEuen. Ab 1999 war er Professor für Physik an der TU Delft, seit 2008 mit dem Titel eines Universitäts-Professors. Er leitet dort die Forschungsgruppe Quantentransport und ist außerdem in den Niederlanden Leiter der Schwerpunkt-Forschungsgruppe Solid State Quantum Information Processes, die zehn Jahre lang mit jährlich 1 Million Euro von der FOM (staatliche niederländische Forschungsgesellschaft) gefördert wird. 2000/2001 war er Gastprofessor an der Harvard University. Im Jahr 2016 verließ Kouwenhoven die TU Delft und ging zu Microsofts Station Q in Delft, mit dem Ziel einen Quantencomputer auf Basis von topologischen Qubits zu bauen. Im Jahr 2024 wurde er erneut zum Universitätsprofessor an der TU Delft ernannt.

## Wissenschaftliche Themen
Kouwenhoven beschäftigt sich mit Quantentransport im Nanometerbereich in Festkörpern, zum Beispiel Quantenpunkte, Halbleiter-Nanodrähte und Kohlenstoff-Nanoröhren. Damit studierte er in seinem Labor die unterschiedlichsten Quantenphänomene und sucht Anwendungen in der Quanten-Optoelektronik und in der Quanteninformationstheorie.
1988 war er an der Entdeckung der Quantisierung des Leitwerts in Quantenpunktkontakten beteiligt (gemeinsam mit Bart van Wees, Carlo Beenakker u. a.).
In den Jahren ab 2000 fanden in seiner Arbeitsgruppe bahnbrechende Experimente zur Kontrolle und Messung einzelner Elektronenspins in Quantenpunkten statt. Damit wurden die elementaren Operationen demonstriert, die nach dem Vorschlag von Daniel Loss und David DiVincenzo zur Realisierung eines Quantencomputers mit Elektronenspins als Qubits benötigt werden. Die Fortschritte auf diesem Feld wurden in einem vielzitierten, von Kouwenhoven mitverfassten Übersichtsartikel zusammengefasst.
In der Folge wandte sich Kouwenhoven Halbleitern mit starker Spin-Bahn-Wechselwirkung zu. In ihren Experimenten untersuchten er und seine Mitarbeiter Heterostrukturen aus Supraleitern und Indiumantimonid-Nanodrähten, um dort Majorana-Fermionen nachzuweisen. Diese an der TU Delft begonnenen Arbeiten setze er bei Microsoft StationQ fort.
In einem von ihm als korrespondierendem Autor mitverfassten Artikel, der 2018 in Nature erschien, wurde behauptet, dass der Nachweis von Majorana-Teilchen gelungen sei. Die Ergebnisse konnten jedoch von anderen Wissenschaftlern nicht reproduziert werden und es wurden Zweifel an den Daten und ihrer Präsentation laut. Eine Neuanalyse der Daten und neue Experimente schwächten die Ergebnisse derart ab, dass die im Artikel gemachten Aussagen nicht mehr haltbar waren und der Artikel 2021 zurückgezogen wurde.
Insgesamt wurden zwei der Majorana-Forschungsarbeiten, an denen Kouwenhoven beteiligt war, aufgrund von Unregelmäßigkeiten bei den Daten zurückgezogen. In zwei Untersuchungen durch das Komitee für wissenschaftliche Integrität der TU Delft (und, in einem Fall, auch durch das niederländische Gremium für wissenschaftliche Integrität) wurde Kouwenhovens Verhalten in einem Fall für „schuldhaft fahrlässig“ befunden, allerdings wurden keine Verstöße gegen die wissenschaftliche Integrität festgestellt.
Seither verfolgt Kouwenhoven einen anderen Zugang zur Realisierung von Majorana-Anregungen, der sich stärker an dem ursprünglichen Vorschlag von Alexei Kitaev orientiert und eine Reihe von an ein supraleitendes Substrat gekoppelten Quantenpunkten betrachtet.

## Ehrungen
2007 erhielt er den Spinoza-Preis. 2006 wurde er Mitglied der Königlich Niederländischen Akademie der Wissenschaften (KNAW), deren Forschungsstipendiat er 1993 bis 1998 war, und er ist seit 2008 Mitglied der Niederländischen Akademie für Technologie und Innovation (ACTI). 2002 erhielt er den Sackler-Preis in Physik, 2014 wurde er als ausländisches Mitglied in die National Academy of Sciences gewählt.
Zu seinen Doktoranden gehört Ronald Hanson.

## Schriften
- mit Charles Marcus Quantum Dots, Physics World, Juni 1998
- mit S. Tarucha, D. G. Austing. T. Honda u. a. Shell filling and spin effects in a few electron quantum dot, Phys. Rev. Letters, Band 77, 1996, S. 3613–3616
- mit S. M. Cronenwett, T. H. Oosterkamp A tunable Kondo effect in quantum dots, Science, Band 281, 1998, S. 540–544
- mit T. H. Oosterkam, T. Tujisawa, W. G. van der Wiel u. a. Microwave spectroscopy of a quantum-dot molecule, Nature, Band 395, 1998, S. 873–876
- mit W. G. van der Wiel, S. De Franceschi, T. Fujisawa u. a. The Kondo effect in the unitary limit, Science, Band 289, 2000, S. 2105–2108
- mit D. G. Austing, S. Tarucha Few-electron quantum dots, Reports on Progress in Physics, Band 64, 2001, S. 701–736
- mit L. Vandersypen u. a. Quantum Computing with Electron Spins in Quantum Dots. In: A. J. Leggett, B. Ruggiero, P. Silvestrini (Hrsg.): Quantum Computing and Quantum Bits in Mesoscopic Systems. Kluwer, 2004, S. 201–209, doi:10.1007/978-1-4419-9092-1, arxiv:quant-ph/0207059.
- mit W. G. van der Wiel, S. De Franceschi, J. M. Elzerman u. a. Electron transport through double quantum dots, Reviews of Modern Physics, Band 75, 2003, S. 1–22
- mit J. M. Elzerman, R. Hanson, L. H. W. van Beveren u. a. Single-shot read-out of an individual electron spin in a quantum dot, Nature, Band 430, 2004, S. 431–435 arxiv:cond-mat/0411232
- mit F. H. L. Koppens, C. Buizert, K. J. Tielrooij u. a. Driven coherent oscillations of a single electron spin in a quantum dot, Nature, Band 442, 2006, S. 766–771 arxiv:cond-mat/0608459
- mit R. Hanson, J. R. Petta u. a. Spins in few-electron quantum dots, Reviews of Modern Physics, Band 79, 2007, S. 1217–1265 arxiv:cond-mat/0610433
- mit V. Mourik, K. Zuo, S. M. Frolov u. a. Signatures of Majorana fermions in hybrid superconductor-semiconductor nanowire devices, Science Band 336 (6084), 2012, S. 1003–1007 arxiv:1204.2792
- mit E. Prada, P. San-Jose u. a. From Andreev to Majorana bound states in hybrid superconductor–semiconductor nanowires, Nat. Rev. Phys. Band 2, 2020, S. 575–594 doi:10.1038/s42254-020-0228-y arxiv:1911.04512
- mit Ramon Aguado: Majorana qubits for topological quantum computing, Physics Today, Juni 2020